# CAcert.org
CAcert.org는 무료 X.509 공개 키 인증서를 발급하는 커뮤니티 중심 인증 기관이다. CAcert.org는 자동화에 크게 의존하므로 도메인 검증 인증서만 발행한다(확장 검증 또는 조직 검증 인증서는 아님).
이러한 인증서는 전자 메일에 디지털 서명하고 암호화하는 데 사용할 수 있다. 코드와 문서를 암호화한다. TLS/SSL을 통해 웹사이트에 대한 사용자 연결을 인증하고 승인한다.

## CAcert Inc. 협회
2003년 7월 24일 듀앤 그로스(Duane Groth)는 CAcert사를 오스트레일리아 뉴사우스웨일스주에 등록된 비영리 협회로 법인화했다. CAcert사는 커뮤니티 중심 인증 기관인 CAcert.org를 운영한다.
2004년에는 네덜란드의 인터넷 선구자인 테우스 하겐(Teus Hagen)이 참여했다. 그는 이사회 구성원을 역임했으며 2008년에는 회장을 역임했다.

## 같이 보기
- Let's Encrypt